# Dream Goddess
Die Berlin Oceanis ist ein 1980 gebautes Kreuzfahrtschiff. Das Schiff wurde als Vier-Sterne-plus-Schiff der Reederei Peter Deilmann unter dem Namen Berlin in Dienst gestellt und durch die deutsche Fernsehserie Das Traumschiff bekannt.

## Geschichte
Das Schiff wurde unter der Baunummer 163 bei der Howaldtswerke-Deutsche Werft in Kiel gebaut. Die Kiellegung fand am 4. September 1979, der Stapellauf am 12. Januar 1980 statt. Die Fertigstellung erfolgte am 27. Juni 1980. Anschließend wurde die Berlin an die Reederei Peter Deilmann abgeliefert und unter deutsche Flagge gebracht. Der Reiseveranstalter Neckermann + Reisen (NUR Touristic) übernahm die Berlin am 1. Juli 1980 im Vollcharter. Am 1. und 2. Juli 1980 unternahm die Berlin ihre Jungfernfahrt von Kiel nach Bornholm und zurück. In den Folgemonaten fuhr sie für „Neckermann-Leserreisen“ in der Ostsee, im Mittelmeer und in der Karibik und wurde 1981 und 1982 über das Kreuzfahrt-Katalogprogramm von Neckermann + Reisen vermarktet. Von 1982 bis 1985 war das Schiff als Princess Masuhri nach Singapur verchartert, aber trotzdem unter deutscher Flagge unterwegs. Anschließend wurde die Berlin von der Reederei Peter Deilmann für weltweite Kreuzfahrten eingesetzt.
Vom 30. Oktober bis zum 16. Dezember 1986 wurde das Schiff auf der Nobiskrug-Werft in Rendsburg umgebaut. Dabei wurde es um 16,80 Meter von 122,50 auf 139,30 Meter verlängert. Durch den Umbau vergrößerte sich die Kapazität des Schiffes von 330 Passagieren in 150 Kabinen auf 420 Passagiere in 210 Kabinen. Von 1986 bis 1998 war die Berlin Das Traumschiff in der ZDF-Fernsehserie.
Ende 2004 endete der Einsatz der Berlin für die Reederei Peter Deilmann. Das Schiff wurde zunächst in Genua aufgelegt und nach drei Monaten Aufliegezeit an den britischen Kreuzfahrtanbieter Saga Cruises verkauft. Saga Cruises vercharterte das Schiff 2005 für eine Saison an den russischen Anbieter Metropolis Tur (Метрополис Тур), der das Schiff als Orange Melody unter der Flagge der Bahamas für Kreuzfahrten rund um Europa einsetzte.
Nach einem Umbau, bei dem die Kapazität des Schiffes durch die Umgestaltung mehrerer Doppelkabinen zu Einzelkabinen von 420 Passagieren auf 352 gesenkt wurde, fuhr das Schiff als Spirit of Adventure für Saga Cruises. Im August 2011 kaufte der deutsche Reiseveranstalter FTI Group das Schiff und vermarktete es durch die Tochterfirma FTI Cruises ab Mai 2012 in Deutschland, aus markenrechtlichen Gründen zunächst unter dem Namen FTI Berlin. Ab März 2014 war das Schiff wieder unter dem ursprünglichen Namen Berlin im Einsatz.
Die FTI Group kündigte 2020 an, aufgrund der COVID-19-Pandemie Teile ihrer Geschäftstätigkeit einzustellen, darunter auch den Reiseveranstalter FTI Cruises. Das Schiff wurde anschließend von Dreamliner Cruises übernommen und in Dream Goddess umbenannt. Es sollte zu einer Kreuzfahrt-Yacht umgebaut werden.
Nachdem es vier Jahre lang im griechischen Perama aufgelegen hatte, wurde die Dream Goddess im August 2024 vom malaysischen Unternehmen Berlin Capital Group erworben und auf die Billigflagge der Mongolei umgeflaggt. Das Schiff fuhr von Ende Oktober bis Ende Dezember desselben Jahres ins chinesische Ningde, wo es derzeit umgebaut wird. Im Mai 2025 wurde das Schiff in Berlin Oceanis umbenannt.

### Zwischenfälle
2007 geriet die Spirit of Adventure mit rund 250 Passagieren an Bord vor Madagaskar in den Zyklon Gamede.
Am 12. Januar 2011 wurde das Schiff im Indischen Ozean zwischen Madagaskar und Sansibar von Piraten angegriffen, konnte aber entkommen.
Am 14. Juni 2018 fielen bei einer Kontrolle in Dublin Schäden an einer Aufhängung von einem der Rettungsboote auf. Das Schiff durfte seine Reise daraufhin nicht fortsetzen, wodurch es nicht planmäßig zum Passagierwechsel am 17. Juni in Bremerhaven sein konnte. Die Passagiere wurden daher am 17. Juni in Dublin ausgeschifft und nach Bremen geflogen sowie die neuen Passagiere am 18. Juni nach Dublin.

## Technische Daten und Ausstattung
Angetrieben wird das Schiff von zwei Zwölfzylinder-Viertakt-Dieselmotoren der MaK Maschinenbau (Typ: 12 M 453 AK) mit jeweils 3530 kW Leistung. Die Motoren wirken über Untersetzungsgetriebe auf die Wellenanlage mit zwei Verstellpropellern. Das Schiff erreicht eine Geschwindigkeit von 18 kn. Das Schiff verfügt über eine Bugstrahlanlage.
Für die Stromversorgung stehen ein Generator mit 1138 kVA Scheinleistung, vier Generatoren mit jeweils 660 kVA Scheinleistung sowie ein Hilfsgenerator mit 120 kVA Scheinleistung zur Verfügung.
Das Schiff verfügt über zwei Restaurants sowie vier Bars. Es ist mit einem Außenswimmingpool ausgestattet und bietet den Gästen eine Sauna und einen Fitnessraum.

## Bilder

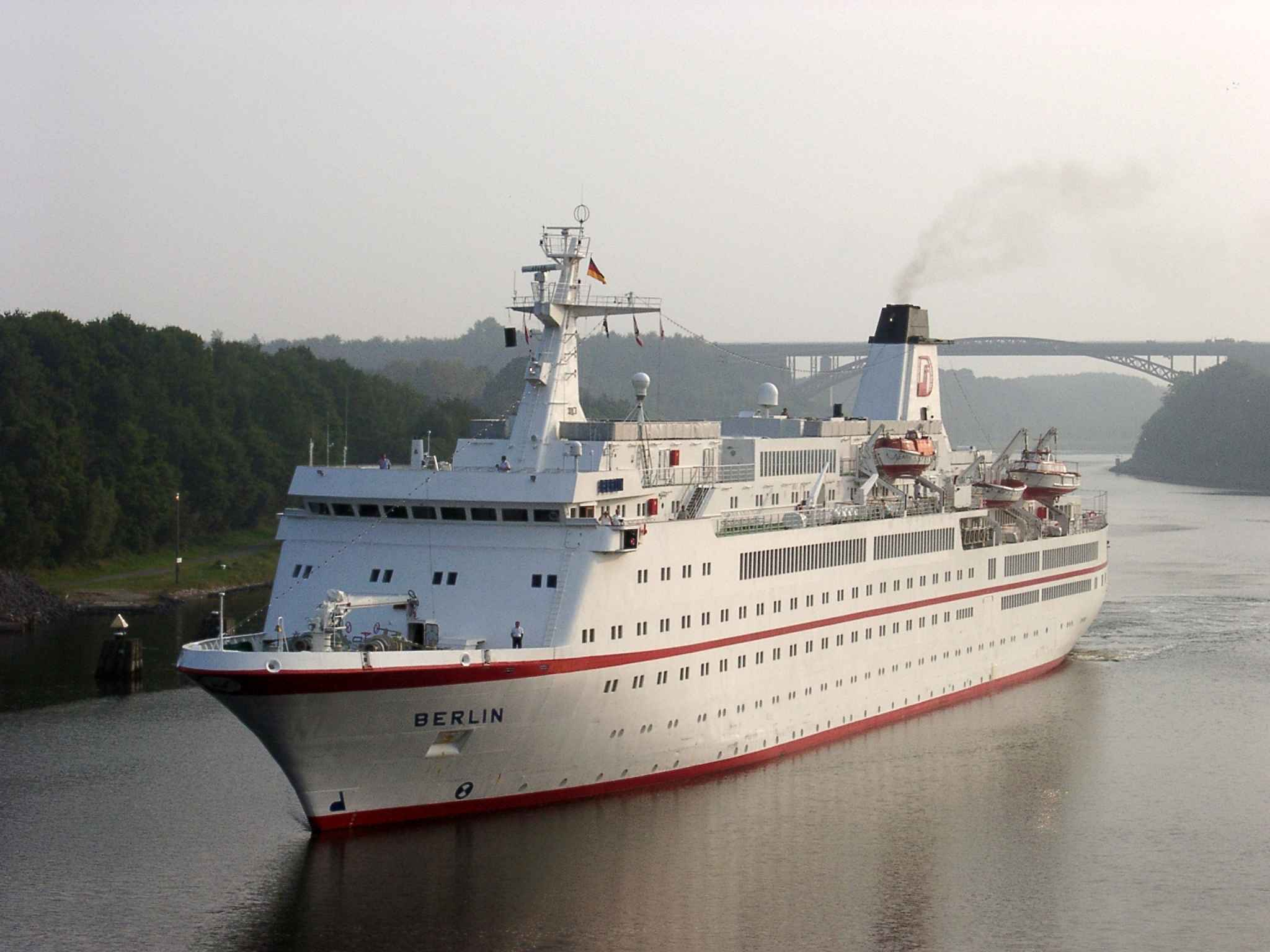
Berlin in den Farben der Reederei Deilmann
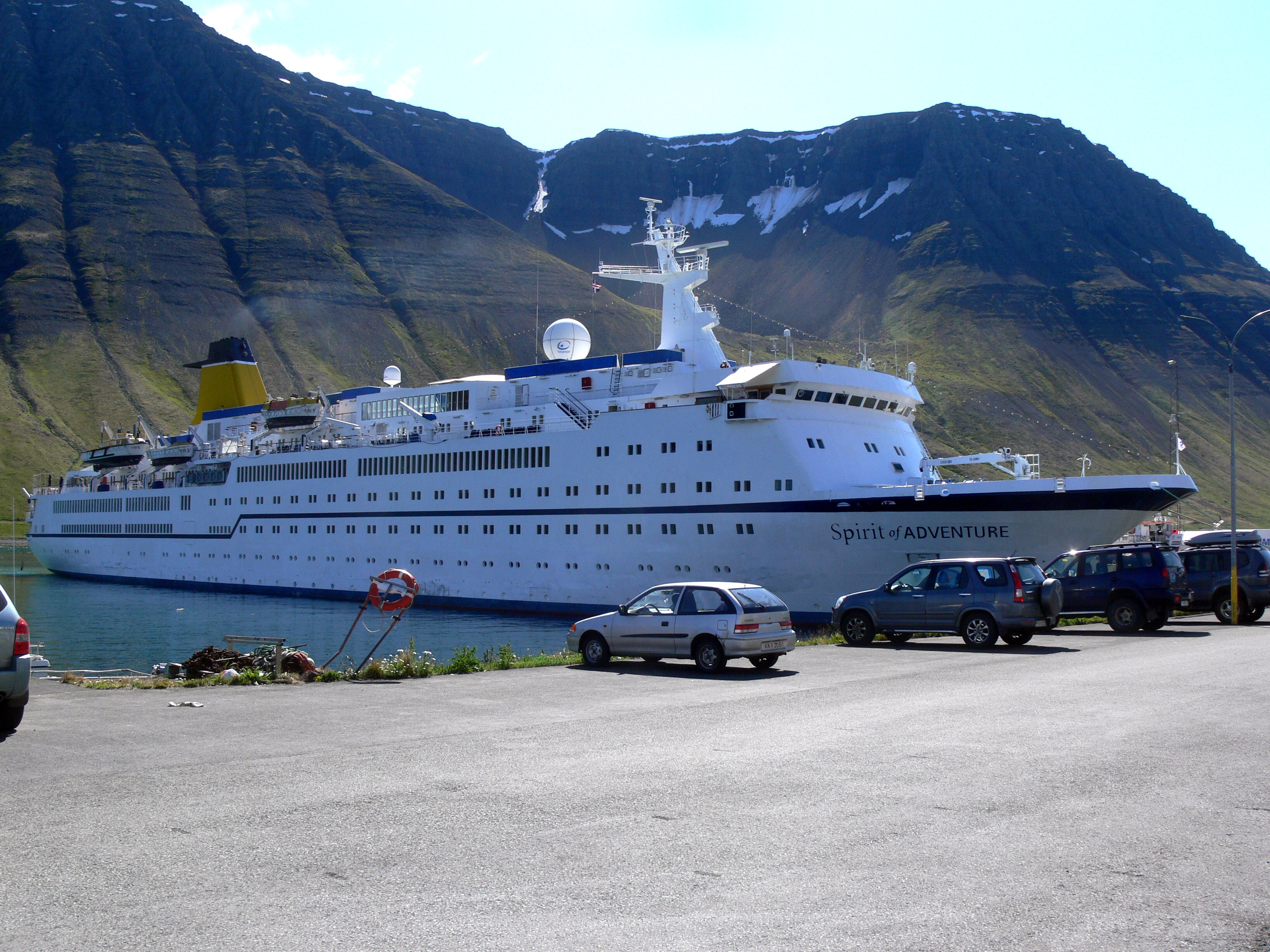
Als Spirit of Adventure in Ísafjörður, Island
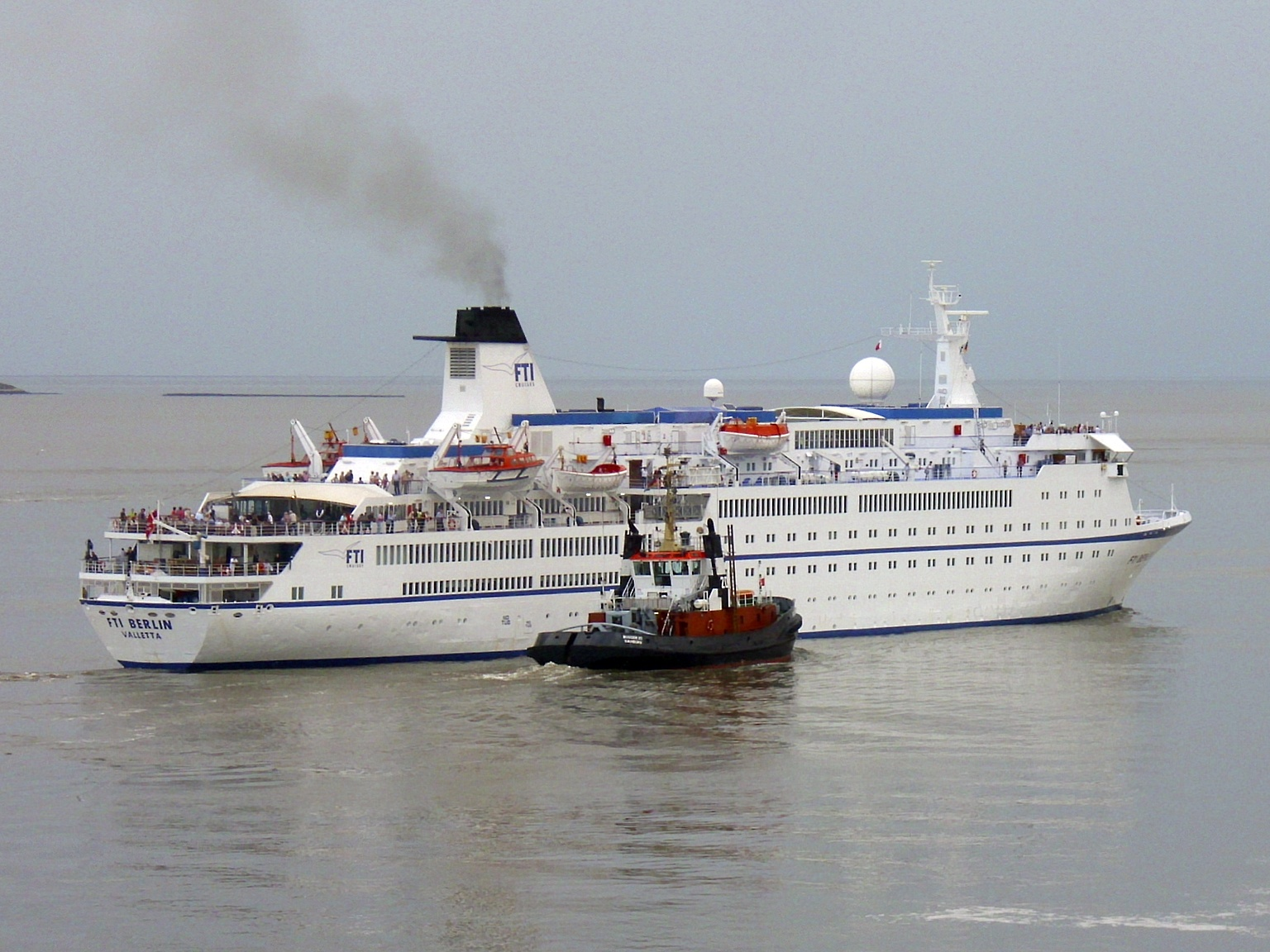
Als FTI Berlin nach dem Ablegen in Bremerhaven
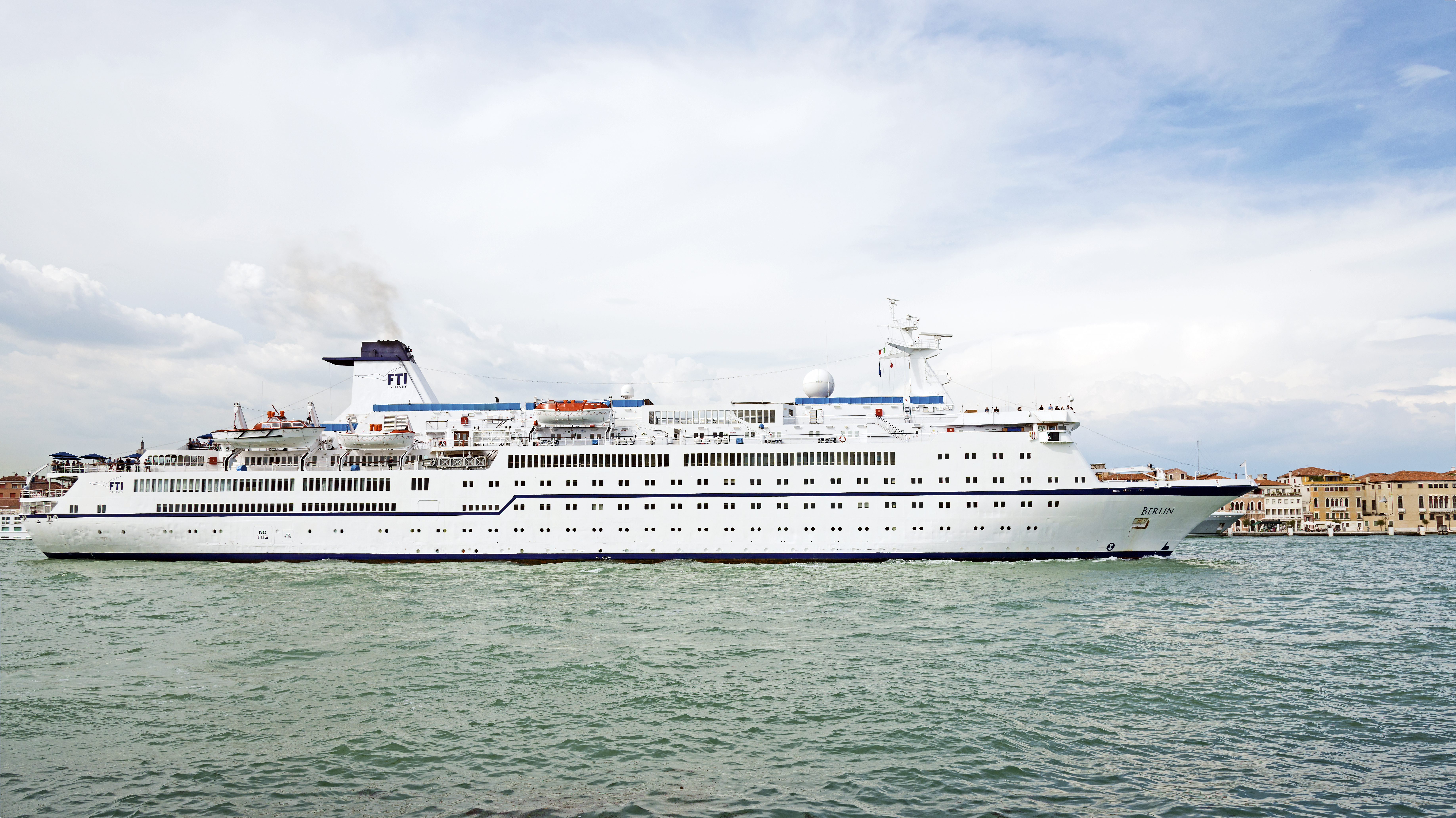
Berlin im Canale della Giudecca in Venedig
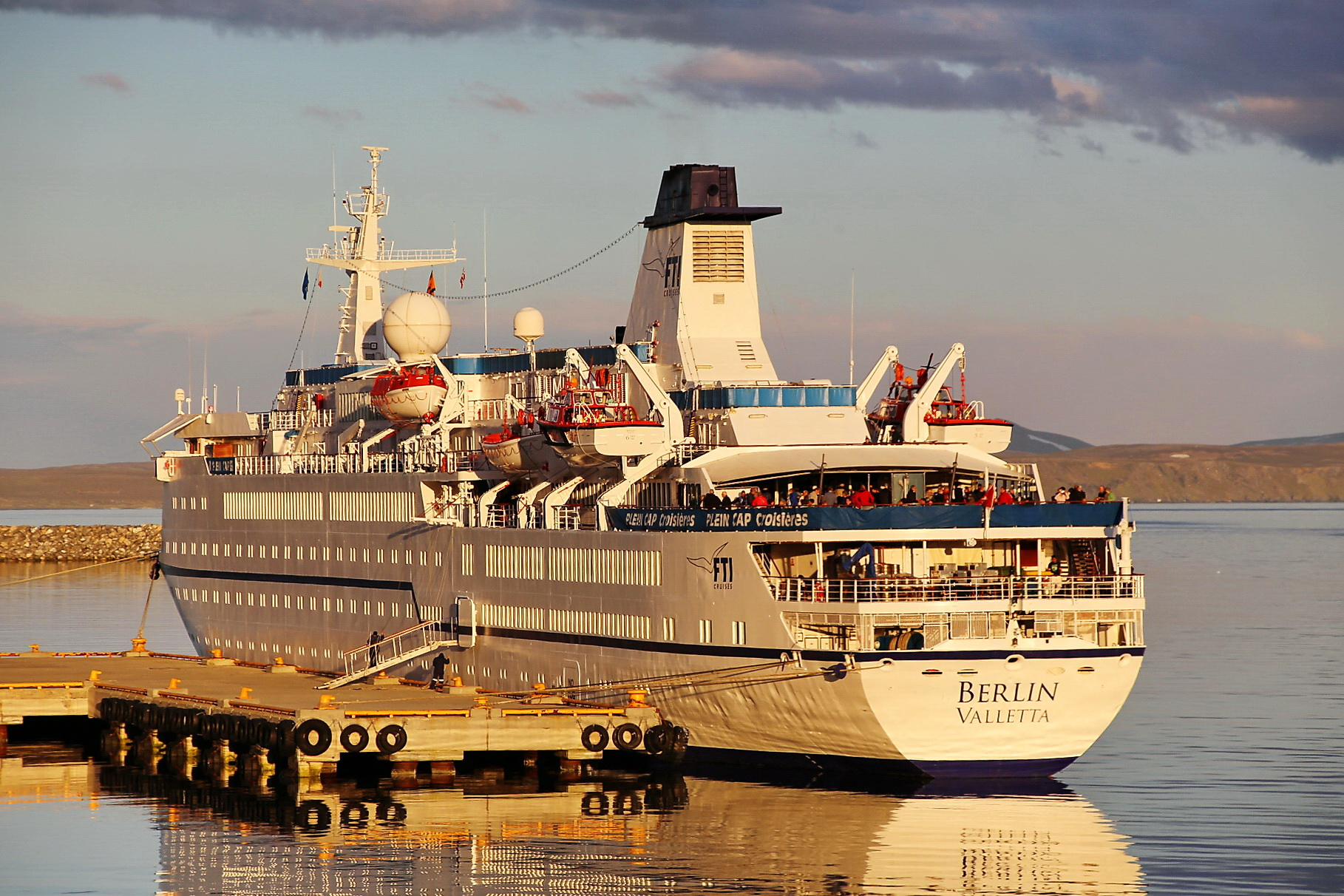
Berlin im Licht der Mitternachtssonne in Honningsvåg, Norwegen (Juni 2016)